# 生ける死仮面
『生ける死仮面』（いけるしかめん）は、横溝正史の短編推理小説。「金田一耕助シリーズ」の一つ。『講談倶楽部』1953年10月号に掲載された。
角川文庫『首』（『花園の悪魔』の改題）に収録されている。
序盤のアトリエで腐乱死体を凌辱するという設定は、翌1954年発表の『睡れる花嫁』と類似している。また、題名とデスマスクを扱っている点では『死仮面』に類似しており、序盤で詳述されている上田秋成の『雨月物語』の一編「青頭巾」も『死仮面』で述べられている。

## あらすじ
杉並区T警察署管内駐在所勤務の山下巡査は、8月のある夜、界隈で有名な男色家で彫刻家の古川小六のアトリエに美少年が運び込まれるところを目撃する。美少年は小六いわく、上野か浅草の浮浪児とのことであった。それから約2週間後の8月27日の夜、パトロール中の山下巡査の耳にアトリエから男の号泣が聞こえ、窓から中を覗くと強烈な異臭が襲い、アトリエの中ではデスマスクを手にしていた小六が、腐乱死体と同衾しようとしているところを目撃する。小六は逮捕されたが、解剖の結果、美少年の死因はヒロポン中毒死であった。
デスマスクは小六が制作したもので、そのデスマスクを元に、死体は三鷹から吉祥寺にかけての大地主である緒方欣五郎・やす子夫妻の子どもの辰夫であることが確認された。警視庁の等々力警部は単なる死体損壊事件に過ぎないと考えていたが、1週間ほど後、金田一耕助が警視庁を訪れ、死体がデスマスクの人物と同一とみなすのは早計ではないかと示唆する。さらに金田一に呼び出された本橋加代という辰夫の実の母親を名乗る女性は、辰夫は欣五郎・やす子夫妻に頼まれた小六に殺されたのではないかという。

## 主な登場人物
金田一耕助（きんだいち こうすけ）
私立探偵。
古川小六（ふるかわ ころく）
彫刻家。アトリエの所有者。
緒方光子（おがた みつこ）
小六の別れた妻。緒方家の分家の一人娘。
緒方辰夫（おがた たつお）
家出少年。
緒方欣五郎（おがた きんごろう）
辰夫の養父。三鷹から吉祥寺にかけての大地主。
緒方やす子（おがた やすこ）
欣五郎の妻、辰夫の養母。
本橋加代（もとはし かよ）
辰夫の実の母親。
等々力（とどろき）
警視庁警部。
山下敬三（やました けいぞう）
杉並区T警察署管内駐在所の巡査。

## 収録書籍
- 『首』（旧題『花園の悪魔』）角川書店、1997年、角川文庫、金田一耕助ファイル11、ISBN 978-4-0413-0443-3

「生ける死仮面」「花園の悪魔」「蝋美人」「首」を収録。